# Micropterix cornuella
Micropterix cornuella és una espècie d'arna de la família Micropterigidae. Va ser descrita per Lees, Rougerie, Zeller i Kristensen l'any 2010.
És una espècie endèmica d'India.